# UFC Fight Night: Teixeira vs. St. Preux
UFC Fight Night: Teixeira vs. Saint Preux (também conhecido como UFC Fight Night 73) é um evento de artes marciais mistas promovido pelo Ultimate Fighting Championship, é esperado para ocorrer em 8 de agosto de 2015 na Bridgestone Arena em Nashville, Tennessee.

## Background
O evento é esperado para ter como luta principal a luta de meio pesados entre o brasileiro Glover Teixeira e o haitiano Ovince St. Preux.
Matt Van Buren foi brevemente ligado a uma luta contra Jonathan Wilson. No entanto, teve que se retirar da luta no começo de Junho com uma lesão e foi substituído por Jared Cannonier. Porém, Cannonier também se lesionou e foi substituído por Chris Dempsey.
Joe Riggs era esperado para enfrentar Uriah Hall no evento, no entanto, uma lesão tirou Riggs do evento e ele foi substituído pelo estreante Oluwale Bamgbose.
Ian McCall enfrentaria Dustin Ortiz no evento, porém, uma lesão o tirou do evento e ele foi substituído por Willie Gates.

## Bônus da Noite
- Luta da Noite:  Glover Teixeira vs.  Ovince Saint Preux
- Performance da Noite:  Amanda Nunes e  Marlon Vera